# HDMS Niels Juel (F363)

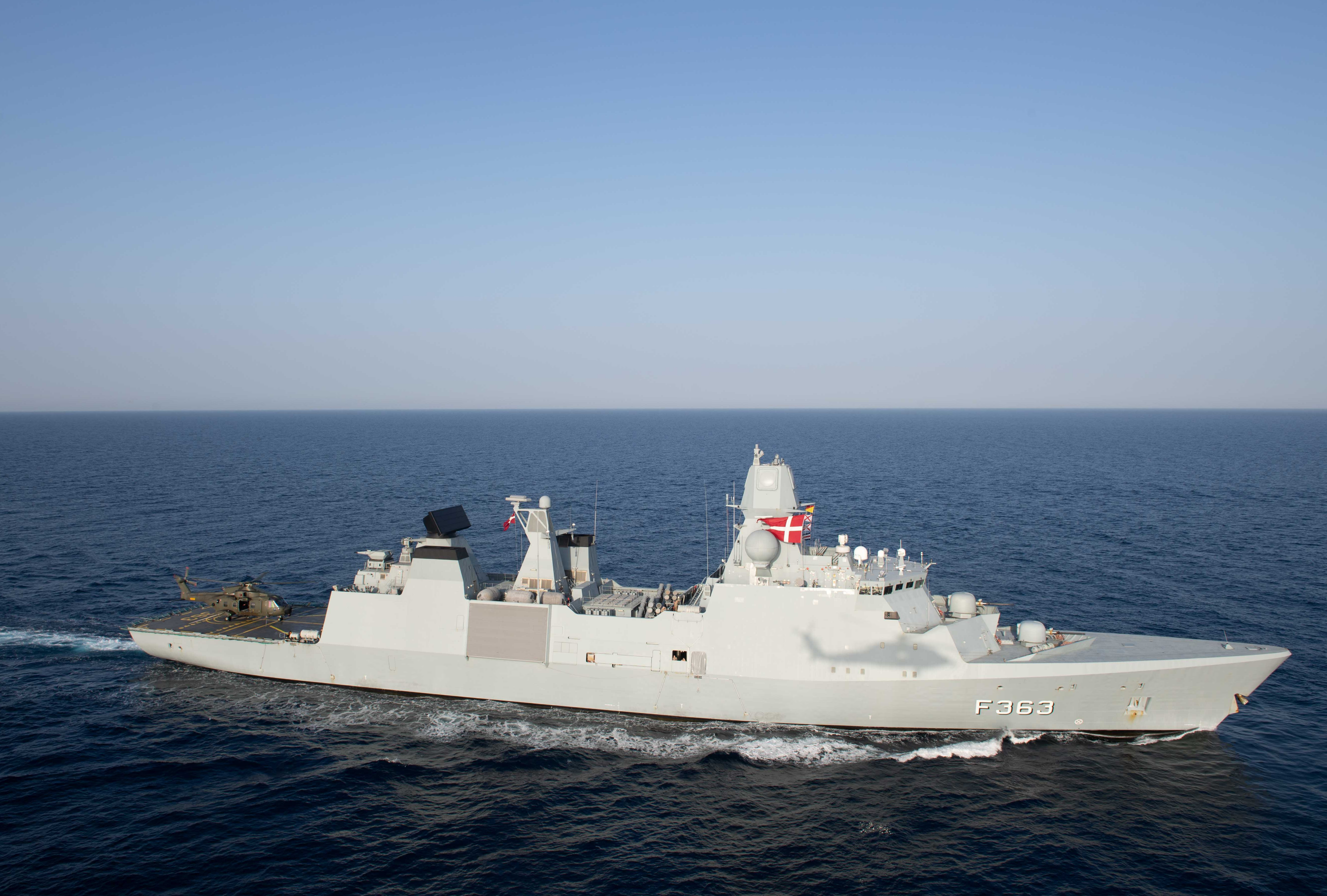
KDM Niels Juel i Röda havet, 15 april 2019.

HDMS Niels Juel (F363) är en fregatt av Iver Huitfeldt-klass i den kungliga danska flottan.
Fartyget är uppkallat efter Niels Juel, en dansk amiral från 1600-talet.

## Design
Klassen är byggd på erfarenheterna från Absalon-klassens stödfartyg, och genom att återanvända den grundläggande skrovkonstruktionen av Absalon-klassen har den danska marinen kunnat konstruera Iver Huitfeldt-klassen betydligt billigare än jämförbara fartyg.
Fregatterna är kompatibla med den danska marinens modulära lastsystem StanFlex som används i Absalon-klassen, och är designade med platser för sex moduler. Var och en av de fyra stanflex-positionerna på missildäcket kan rymma antingen Mark 141 8-cells Harpoon missilmodul eller 12-cells Mark 56 ESSM VLS. Fartyget Peter Willemoes klarade British Flag Officer Sea Training -testet 2015.
Absalon-klassens fartyg är främst designade för kommando- och stödroller, med ett stort ro-ro-däck, medan de tre nya Iver Huitfeldt-klassens fregatter kommer att vara utrustade för en luftförsvarsroll med standardmissiler, och potentialen att använda Tomahawk kryssningsmissiler för första gången i den danska flottan.
Fartygen byggdes i block i Estland och Litauen. Dessa block bogserades sedan till Odense Staalskibsværft där de monterades.

## Konstruktion och karriär
Hon kölsträcktes den 22 december 2009 och sjösattes den 21 december 2010 av Odense Staalskibsværft i Odense, och togs i tjänst den 7 november 2011.